# لیگ برتر فوتبال ساحلی مردان ایران
لیگ برتر فوتبال ساحلی ایران (انگلیسی: Iran Premier Beach Soccer League) لیگ حرفه‌ای فوتبال ساحلی است که توسط فدراسیون فوتبال  ایران اداره می‌شود. در بالای سیستم فوتبال ساحلی ایران، رقابت اصلی کشوری برای این ورزش است.
لیگ فوتبال ساحلی ایران به عنوان یکی از بهترین لیگ‌های جهانی شناخته می‌شود و تنها لیگ حرفه‌ای فوتبال ساحلی است که یک قالب خانگی و خارج دارد.
تیم پارس جنوبی بوشهر با ۷ عنوان قهرمانی پرافتخارترین تیم و مقاومت گلساپوش یزد با ۵ عنوان قهرمان دومین تیم پرافتخار تاریخ لیگ برتر فوتبال ساحلی کشور به‌شمار می‌روند.

## موفق‌ترین باشگاه‌ها
| رده‌بندی | نام باشگاه          | قهرمانی | نایب قهرمانی | مقام سومی |
| ------- | ------------------- | ------- | ------------ | --------- |
| ۱       | پارس جنوبی بوشهر    | ۷       | ۶            | ۲         |
| ۲       | مقاومت گلساپوش یزد  | ۶       | ۴            | ۳         |
| ۳       | شهرداری تبریز       | ۱       | ۲            | ۰         |
| ۴       | عمران سازان تیران   | ۱       | ۰            | ۲         |
| ۵       | سایپا کرج           | ۱       | ۰            | ۰         |
| ۶       | ایران توسعه کرج     | ۱       | ۰            | ۰         |
| ۷       | شهریار ساری         | ۰       | ۱            | ۰         |
| ٨       | صدرشیمی یزد         | ۰       | ۱            | ۰         |
| ٩       | ملوان بندرانزلی     | ۰       | ۱            | ۰         |
| ۱۰      | چادرملو اردکان      | ۰       | ۱            | ۰         |
| ۱۱      | شاهین خزر رودسر     | ۰       | ۰            | ٣         |
| ۱۲      | ایفا اردکان         | ۰       | ۰            | ٢         |
| ۱۳      | فرش حداد اصفهان     | ۰       | ۰            | ۱         |
| ۱۴      | ویژن تهران          | ۰       | ۰            | ۱         |
| ۱۵      | نفت فلات قاره تهران | ۰       | ۰            | ۱         |
| ۱۶      | شهدای چلیچه         | ۰       | ۰            | ۱         |

## قهرمانان
| ایران | فصل     | قهرمان                      | نایب قهرمان                 |
| ----- | ------- | --------------------------- | --------------------------- |
| ۱     | ۸۸–۱۳۸۷ | ایران توسعه کرج             | دریانوردان پارس جنوبی بوشهر |
| ۲     | ۸۹–۱۳۸۸ | عمران سازان اصفهان          | دریانوردان پارس جنوبی بوشهر |
| ۳     | ۹۰–۱۳۸۹ | سایپا کرج                   | دریانوردان پارس جنوبی بوشهر |
| ۴     | ۹۱–۱۳۹۰ | دریانوردان پارس جنوبی بوشهر | شهرداری تبریز               |
| ۵     | ۹۲–۱۳۹۱ | شهرداری تبریز               | دریانوردان پارس جنوبی بوشهر |
| ۶     | ۹۳–۱۳۹۲ | دریانوردان پارس جنوبی بوشهر | مقاومت گلساپوش یزد          |
| ۷     | ۱۳۹۳    | دریانوردان پارس جنوبی بوشهر | مقاومت گلساپوش یزد          |
| ۸     | ۱۳۹۴    | مقاومت گلساپوش یزد          | شهرداری تبریز               |
| ۹     | ۱۳۹۵    | دریانوردان پارس جنوبی بوشهر | ملوان بندرانزلی             |
| ۱۰    | ۱۳۹۶    | پارس جنوبی بوشهر            | شهریار ساری                 |
| ۱۱    | ۱۳۹۷    | پارس جنوبی بوشهر            | مقاومت گلساپوش یزد          |
| ۱۲    | ۱۳۹۸    | مقاومت گلساپوش یزد          | پارس جنوبی بوشهر            |
| ۱۳    | ۱۳۹۹    | پارس جنوبی بوشهر            | مقاومت گلساپوش یزد          |
| ۱۴    | ۱۴۰۰    | مقاومت گلساپوش یزد          | پارس جنوبی بوشهر            |
| ۱۵    | ۱۴۰۱    | مقاومت گلساپوش یزد          | صدرشیمی یزد                 |
| ۱۶    | ۱۴۰۲    | مقاومت گلساپوش یزد          | چادرملو اردکان              |

| # | باشگاه             | قهرمانی‌ها |
| - | ------------------ | --------- |
| ۱ | پارس جنوبی بوشهر   | ۷         |
| ۲ | مقاومت گلساپوش یزد | ۶         |
| ۳ | شهرداری تبریز      | ۱         |
| ۴ | ایران توسعه کرج    | ۱         |
| ۵ | عمران سازان اصفهان | ۱         |
| ۶ | سایپا کرج          | ۱         |

## عناوین کل قهرمانی‌ها توسط شهرها
| شهر    | عناوین | قهرمانی باشگاه‌ها                   |
| ------ | ------ | ---------------------------------- |
| بوشهر  | ۷      | پارس جنوبی بوشهر (۷)               |
| یزد    | ۶      | مقاومت گلساپوش یزد (۶)             |
| کرج    | ۲      | سایپا کرج (۱)، ایران توسعه کرج (۱) |
| اصفهان | ۱      | عمران سازان اصفهان (۱)             |
| تبریز  | ۱      | شهرداری تبریز (۱)                  |

## قوانین لیگ
۱۰ تیم در دو گروه ۵ تیمی در لیگ به صورت رفت و برگشت بازی می‌کنند (هر تیم در مجموع ۸ بازی می‌کند)، که در نهایت تیم اول و دوم هر گروه به مرحلهٔ پایانی راه میابند
تیم‌های آخر هر گروه هم به لیگ دسته اول فوتبال ساحلی سقوط می‌کنند. چهارتیم راه یافته به مرحلهٔ پایانی در یک گروه ۴تیمی به صورت رفت و برگشت بازی می‌کنند و تیم اول قهرمان لیگ می‌شود.

## تیم‌های فعلی
| تیم                | شهر      |
| ------------------ | -------- |
| پارس جنوبی بوشهر   | بوشهر    |
| مقاومت گلساپوش یزد | یزد      |
| صدر شیمی یزد       | یزد      |
| شاهین خزر رودسر    | رودسر    |
| چادرملو اردکان     | اردکان   |
| دکتر تامین اصفهان  | اصفهان   |
| منطقه آزاد چابهار  | چابهار   |
| فولاد هرمزگان      | بندرعباس |
| شهرداری بندرعباس   | بندرعباس |
| حیات داوود گناوه   | گناوه    |